# Scolecocampa tessellata
Scolecocampa tessellata är en fjärilsart som beskrevs av George Francis Hampson 1926. Scolecocampa tessellata ingår i släktet Scolecocampa och familjen nattflyn. Inga underarter finns listade.